# Kim Possible (película de 2019)
Kim Possible es una película original de Disney Channel. Es una versión imagen real de la serie animada del mismo nombre creada por Bob Schooley y Mark McCorkle. Es la tercera película de Disney Channel basada en la serie, siendo las dos anteriores Kim Possible: A Sitch in Time (2003) y Kim Possible Movie: So the Drama (2005). Se estrenó el 15 de febrero de 2019 en Estados Unidos, en Latinoamérica se estrenó el 23 de marzo de 2019 y en España el 25 de mayo del mismo año.

## Argumento
En la ciudad de Middleton, dos estudiantes de secundaria y luchadores del crimen, Kim Possible y Ron Imparable, logran frustrar el plan del Profesor Dementor, que ha capturado al Dr. Glopman.
Mientras inician su primer día en la escuela, ellos conocen a una nueva estudiante llamada Athena y la traen a su misión para detener el diabólico plan del malvado Dr. Drakken. Más tarde, Athena derrota a Drakken y a Shego, haciendo que se convierta en la estudiante más popular de la secundaria Middleton.
Cuando la escuela honra a Athena y su buena acción, Drakken y Shego irrumpen en la ceremonia. Kim intenta vanamente derrotar a Shego y su ejército de mujeres secuaces, pero al hacerlo, Kim se cae al suelo, causando que Drakken y Shego salgan victoriosos y Athena sea capturada. Mientras tanto, Kim acaba siendo un objeto de burla y es derribada. Luego de una conversación con Ron y su familia, ellos deciden sacar a Athena de la guarida de Drakken y Shego.
En la guarida, Kim se entera de que Athena es parte del plan de Drakken y Shego, el cual consiste en robar la esencia motivacional de Kim y transferirla a Drakken. Al mismo tiempo, Athena revela que es una ginoide. Mientras Kim le hace un cortocircuito a la máquina de transferencia, Drakken es convertido en una versión adolescente de sí mismo como un efecto secundario. Con la máquina ahora inestable, Drakken y Shego escapan y Athena se queda para apagarla a pesar de que Kim le insiste que se vaya con ellos y se salve. La guarida explota y Athena presuntamente muere. Después se revela que Athena sobrevivió la explosión, pero sus partes robóticas están dispersas. El equipo la lleva a casa para ser reparada y programada para ser una heroína junto a Kim y Ron.
Durante los créditos, el adolescente Drakken se inscribe en la escuela de Kim disfrazado de un estudiante dotado con Shego disfrazada de su madre. Él comienza a poner en marcha su plan para derrotar personalmente a Kim de una vez por todas.

## Reparto
- Sadie Stanley como Kimberly Ann "Kim" Possible
- Sean Giambrone como Ronald "Ron" Stoppable.
- Todd Stashwick como el Dr. Drakken.
  - Maxwell Simkins como Dr. Drakken (niño).
- Taylor Ortega como Shego.
- Issac Ryan Brown como Wade Load.
- Ciara Wilson como Athena.
- Erika Tham como Bonnie Rockwaller.
- Patton Oswalt como el Profesor Dementor.
- Alyson Hannigan como la Dra. Ann Possible.
- Nancy Cartwright como la voz de Rufus.
- Christy Carlson Romano como Poppy Blue.
- Connie Ray como Nana Possible
- Matthew Clarke como James Timothy Possible.
- Owen Fielding como Tim Possible.
- Connor Fielding como Jim Possible.

## Producción
La película se anunció el 7 de febrero de 2018, junto con la participación de los creadores de la serie original, y el comienzo del casting con Blyth Nailling como director de casting. El casting de Stanley y Giambrone como protagonistas se anunció el 25 de abril de 2018 en un video promocional con Romano y Will Friedle, los actores de voz originales de los personajes respectivos. Hannigan, Ray, Stashwick, Ortega, Tham y Wilson se unieron al elenco el 25 de mayo de 2018. El rodaje inició el 4 de junio de 2018 en Vancouver, bajo el título Possibility y concluyó el 24 de julio.

## Música
La intro de la serie (Call me, Beep me!) es interpretada por Sadie Stanley y fue estrenada durante el estreno de Sydney to the Max.